# Дюкарево (Сосковский район)
Дюкарево — деревня в Сосковском районе Орловской области России. 
Входит в Сосковское сельское поселение в рамках организации местного самоуправления и в Сосковский сельсовет в рамках административно-территориального устройства.

## География
Расположена на южной границе райцентра — села Сосково — в 54 км к юго-западу от центра города Орёл.

## Население
| 2002 | 2010 |
| ---- | ---- |
| 241  | ↘233 |

Согласно результатам переписи 2002 года, в национальной структуре населения русские составляли 96 % от жителей.